# Combiers
Combiers (okzitanisch Combier) ist eine Gemeinde mit 126 Einwohnern (Stand 1. Januar 2022) im Süden des westfranzösischen Départements Charente in der Region Nouvelle-Aquitaine an der Grenze zum Périgord.

## Lage
Combiers liegt in einer Höhe von etwa 100 Metern ü. d. M. etwa 36 Kilometer (Fahrtstrecke) südöstlich von Angoulême in der alten Kulturlandschaft des Angoumois im Gebiet der Charente. Die Südgrenze des Gemeindegebiets bildet die Lizonne.

## Bevölkerungsentwicklung
| Jahr      | 1962 | 1968 | 1975 | 1982 | 1990 | 1999 | 2006 | 2016 |
| Einwohner | 242  | 214  | 154  | 145  | 127  | 115  | 116  | 124  |

In der ersten Hälfte des 19. Jahrhunderts hatte die Gemeinde stets zwischen 600 und 700 Einwohner; infolge der Reblauskrise im Weinbau und der Mechanisierung der Landwirtschaft sank die Einwohnerzahl danach kontinuierlich auf die Tiefststände der letzten Jahrzehnte ab.

## Wirtschaft
Die Einwohner der Gemeinde lebten jahrhundertelang von der Landwirtschaft; die Böden der Gemeinde gehören zu den Bons Bois des Weinbaugebietes Cognac, doch sind die Absätze bei teuren Weinbränden in den letzten Jahrzehnten eher rückläufig, so dass der Weinbau keine bedeutende Rolle mehr spielt. Einnahmen aus dem Tourismus, insbesondere der Vermietung von Ferienwohnungen (gîtes), spielen dagegen seit den 1960er Jahren eine nicht unwichtige Rolle für die Einnahmen der Gemeindekasse.

## Geschichte

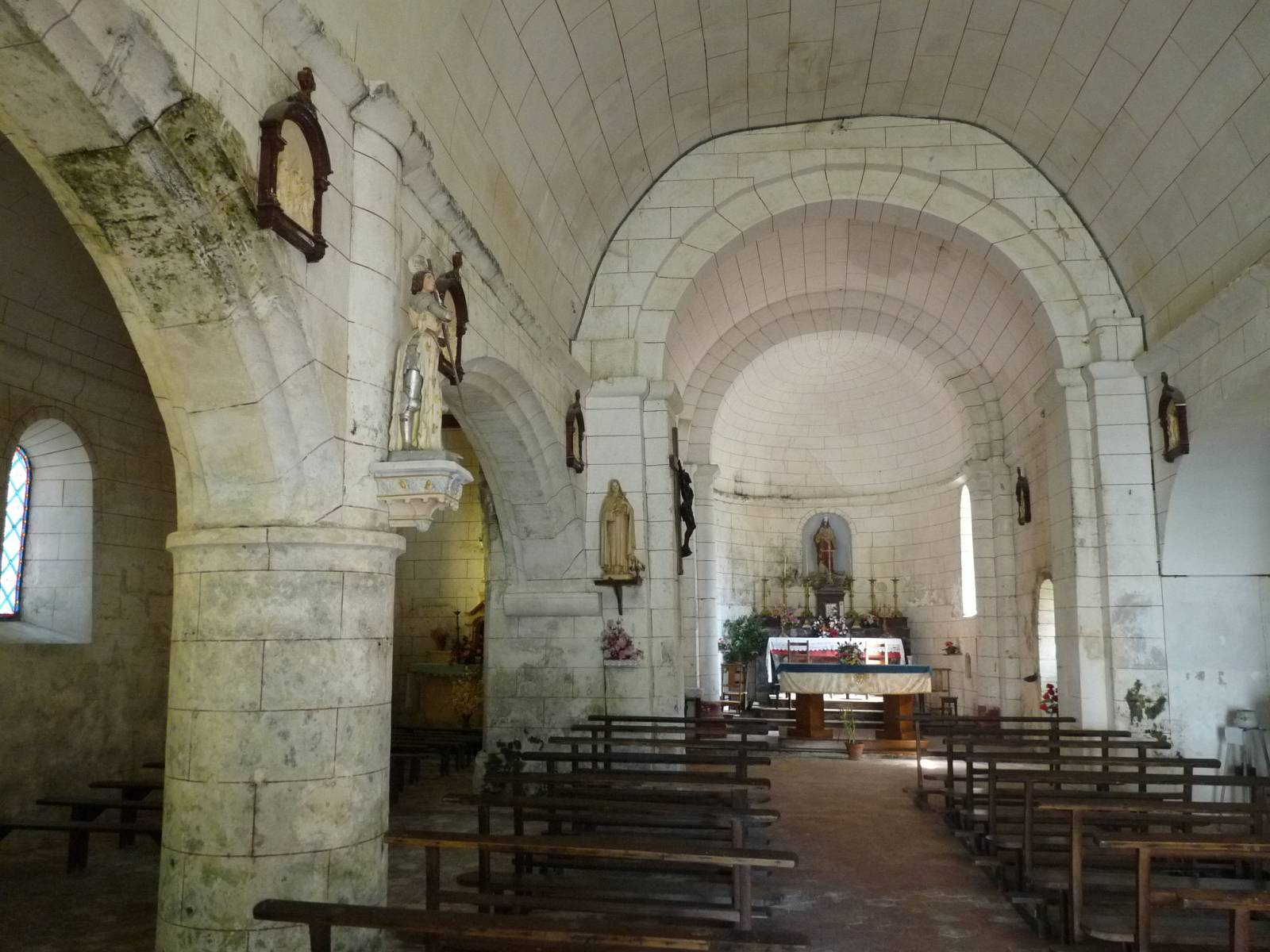
Kirche Saint-Fiacre

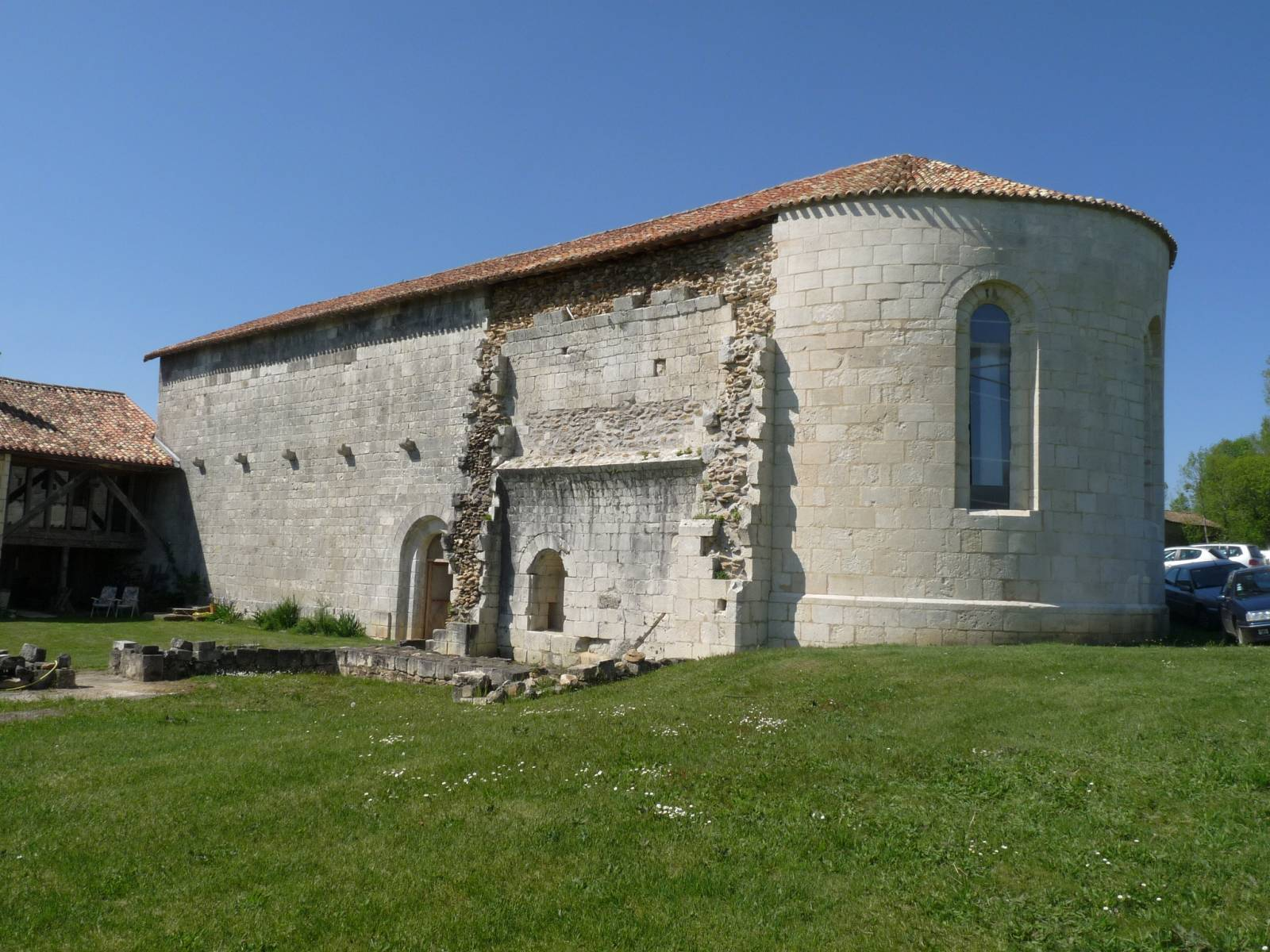
Südseite der Prioratskirche mit wiederaufgebauter Apsis

Die romanische Kirche lässt auf die Existenz des Ortes bereits im Hochmittelalter schließen. Auf dem Gebiet des Weilers Rauzet gründete der Grammontenser-Orden im 12. Jahrhundert ein Priorat. In der frühen Neuzeit gab es auf dem Gebiet der heutigen Gemeinde mehrere Eisenschmelzen, in denen u. a. gusseiserne Ofenplatten hergestellt wurden.

## Sehenswürdigkeiten
- Die schmucklose Pfarrkirche Saint-Fiacre stammt aus dem 12. Jahrhundert; auf der Nordseite wurde später ein Seitenschiff angebaut. Die ursprünglich nach einem Triumphbogenschema gestaltete Fassade wurde in dieser Zeit seitlich beschnitten; lediglich das schlichte Archivoltenportal blieb unversehrt erhalten. Der Vierungsturm wirkt äußerst gedrungen; die Apsis ist vollkommen schmucklos gestaltet. Das Innere des Kirchenraumes wirkt sehr rustikal.

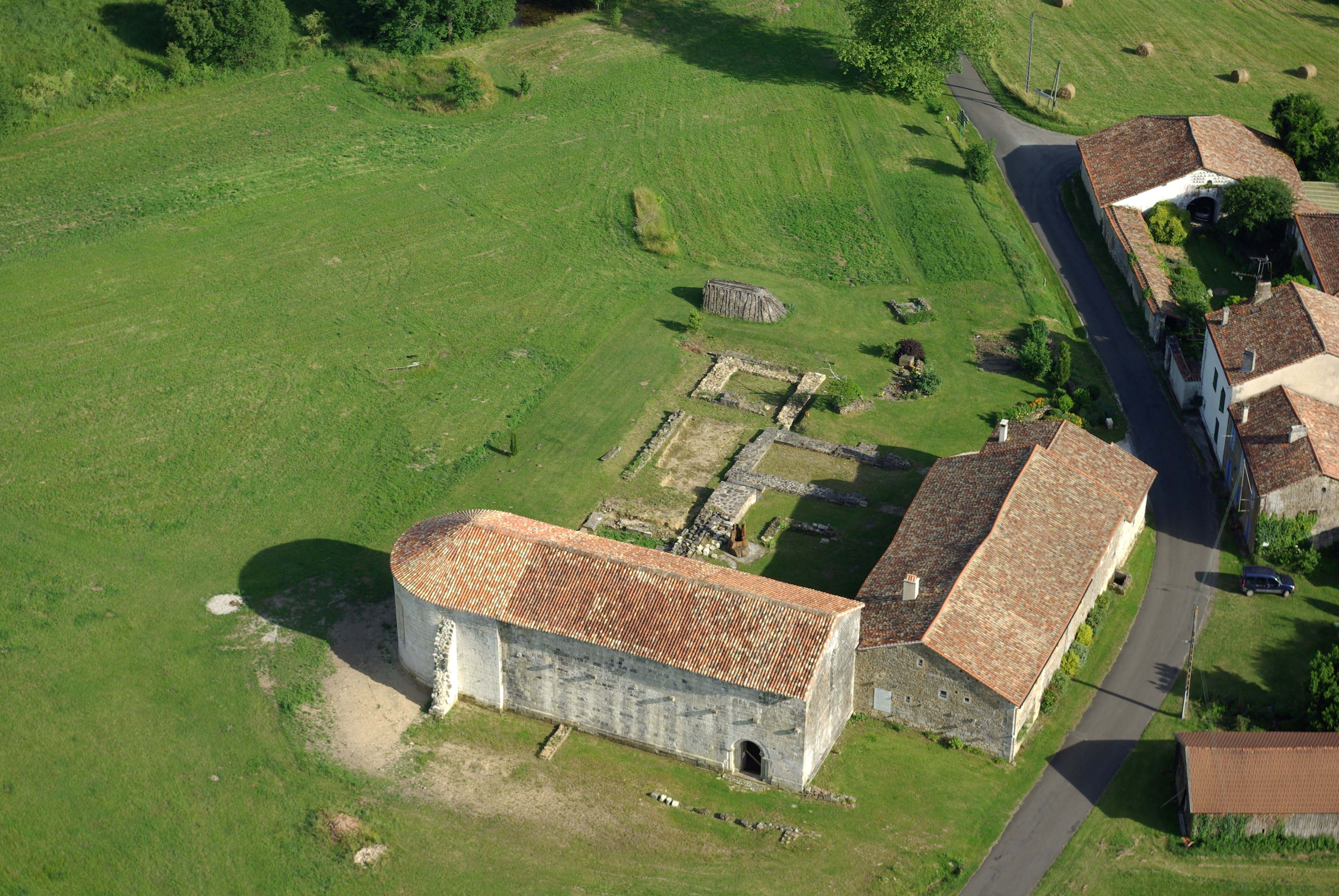
Priorat von Rauzet

- Die einschiffige Prioratskirche des ehemaligen, etwa zwei Kilometer nordwestlich gelegenen Grammontenser-Priorats im Weiler Rauzet (45° 30′ 41″ N, 0° 23′ 39″ O) ist ein – dem Selbstverständnis des Ordens entsprechender – äußerst schlichter Bau aus der 2. Hälfte des 12. Jahrhunderts, dessen Apsis im Jahr 1970 einstürzte und komplett wiederaufgebaut wurde. Sowohl die Kirche als auch die Ruinen der ehemaligen Prioratsgebäude sind seit 1987 bzw. 1992 als Monuments historiques[1] anerkannt.